# Skydetårn
Hochsitz, jagtstige eller skydetårn er en platform hævet over jordniveau som anvendes til jagt. Fra et skydetårn er det lettere at se dyrene og skudretning går ned ad mod jorden, hvilket øger sikkerheden.